# Delorean (Band)
Delorean ist eine Band aus Zarautz, Baskenland, die seit 2000 besteht.

## Geschichte
Delorean wurden 2000 vom Sänger und Bassisten Ekhi Lopetegi und dem Schlagzeuger Igor Escudeo in Zarautz, Spanien gegründet. Zwischen 2004 und 2006 veröffentlichte die Band zwei LPs und eine EP, auf denen Postpunk mit Elementen des Electro kombiniert wurden. Nachdem 2008 der Gitarrist Tomas Lertxundi die Band verließ und durch Guillermo Astrain ersetzt wurde, zogen Delorean nach Barcelona, wo sie verstärkt an einem elektronischeren Sound arbeiteten. Durch Remixe von Songs von u. a. Franz Ferdinand und The xx verschaffte sich die Band zunehmend Aufmerksamkeit in der internationalen Musikpresse. Nach weltweiten Konzerten, u. a. auf dem SXSW Festival in Austin, Texas, veröffentlichten Delorean 2007 eine überarbeitete Neuauflage ihres zweiten Albums auf dem New Yorker Label Simple Social Graces. 2009 folgte die Ayrton Senna EP. 2010 veröffentlichten Delorean ihr drittes Album Subiza auf dem New Yorker Label True Panther Sounds.

## Diskografie

### EPs
- Metropolitan Death (2005)
- Ayrton Senna (2009)

### Alben
- Delorean (2004)
- Into the Plateau (2006)
- Transatlantic KK (2007)
- Subiza (2010)
- Apar (2013)